# أوجين توماس
أوجين توماس (بالفرنسية: Eugène Thomas)‏ هو سياسي فرنسي، ولد في 23 يوليو 1903 في فرنسا، وتوفي في 29 يناير 1969 في فرنسا. حزبياً، نشط في French Section of the Workers' International ‏. وقد انتخب member of the French Economic, Social and Environmental Council ‏ وانتخب رئيس بلدية لو كينوا (1953 – 1969) وانتخب نائب فرنسي.